# Булатовщина Ближня
Булатовщина Ближня (рос. Булатовщина Ближняя) — присілок в Гдовському районі Псковської області Російської Федерації.
Населення становить 47 осіб. Входить до складу муніципального утворення Муніципальне утворення Гдов.

## Історія
Від 2005 року входить до складу муніципального утворення Муніципальне утворення Гдов.

## Населення
| 2001 | 2002 | 2010 |
| ---- | ---- | ---- |
| 49   | →49  | ↘47  |